# ميك كوكي
ميك كوكي (بالإنجليزية: Mick Cooke)‏ (14 أغسطس 1951 بدبلن في جمهورية أيرلندا - ) هو لاعب كرة قدم أيرلندي في مركزي الهجوم ومهاجم داخلي. شارك مع منتخب جمهورية أيرلندا تحت 20 سنة لكرة القدم. أما مع النوادي، فقد لعب مع باتريك أتلتيك ودرودا يونايتد ونادي شامروك روفرز ونادي غالواي ‏ وThurles Town F.C. ‏ وBluebell United F.C. ‏ وغالواي يونايتد ‏.

## وصلات خارجية
- ميك كوكي على موقع قاعدة بيانات كرة القدم.إي يو (الإنجليزية)